# Eimeria oryxae
Az Eimeria oryxae az Alveolata csoport Eucoccidiorida rendjének egyik faja.

## Tudnivalók
Az Eimeria oryxae-t egy kardszarvú antilop (Oryx dammah) ürülékében fedezték fel. Eme újonnan felfedezett élősködő gazdaállata a Szaúd-Arábiabeli rijádi Zoo Garden-ban élt. Az élősködöt a petetokjának köszönhetően ismerünk. A petetok ellipszisalakú, kétfalú és barnás-szárga színezetű.